# Gustav Adolf von Götzen
Gustav Adolf von Götzen, född 12 maj 1866 i Glatz (nuvarande Kłodzko i nuvarande södra Polen), död 2 december 1910 i Hamburg, var en tysk greve, upptäcktsresande och guvernör över Tyska Östafrika. Han var den andre europén att sätta sin fot i Rwanda, efter Oskar Baumann, och var senare medansvarig för det blodiga kväsandet av Maji Maji-upproret i det som idag är Tanzania.

## Tidiga år
Götzen studerade juridik vid Sorbonne, Humboldt-Universität zu Berlin och Kiels universitet mellan 1884 och 1887. Han gick sedermera med i armén och blev 1887 löjtnant vid andra Garde-Ulanen regementet. Mellan 1890 och 1891 var han stationerad i Rom och det var därifrån han gjorde sin första afrikanska resa, en jaktexpedition till Kilimanjaro.
1892, efter att ha blivit officer vid krigsakademin, reste Götzen till Mindre Asien tillsammans med major Walther von Diest.

## Expeditionen 1893-94

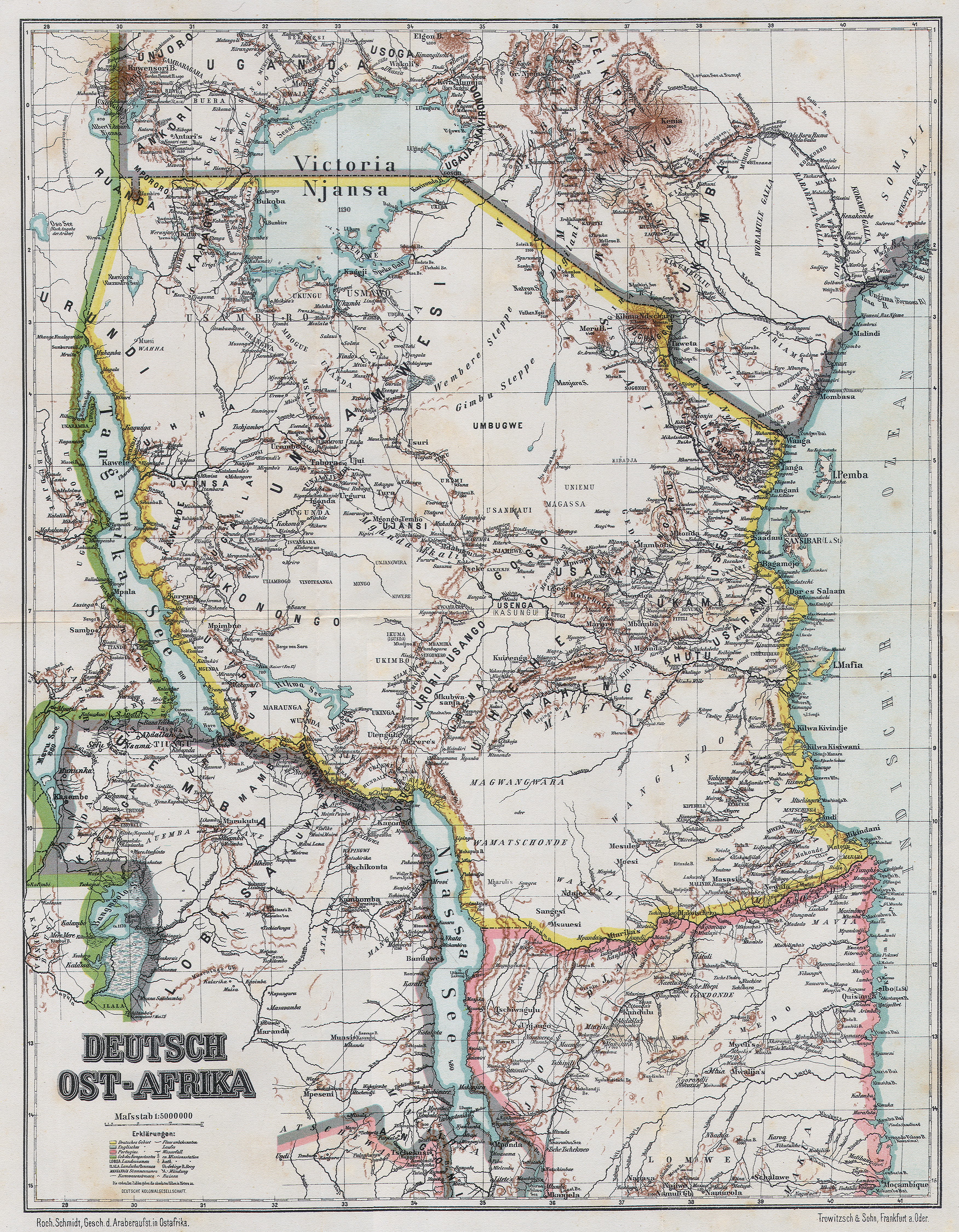
Tyska Östafrika 1892

Från och med 1885 hade Karl Peters börjat hävda tysk överhöghet över delar av Östafrika. Tanganyikakusten visade sig vara relativt lätt att erövra, men det blev svårare att erövra de inre delarna upp till Belgiska Kongo. Flera områden var fortfarande inte kända. Av den anledningen ledde Götzen en expedition för att hävda tysk överhöghet över dessa områden. Han tog med sig Georg von Prittwitz samt Hermann Kersting.
Gruppen startade i Pangali på Tanganyikakusten den 21 december 1893. Efter att ha rest genom områden befolkade av massajer kom de till sist, den 2 maj 1894, fram till Rusumofallen vid Kagerafloden. Genom att korsa floden blev de tre resande de första européerna att sätta sin fot i Rwanda sedan Oscar Baumanns expedition 1892. Rwanda var vid detta tillfälle en av de mer organiserade och centraliserade kungarikena i regionen, trots en viss tysk erövring. Expeditionen fortsatte rakt genom Rwanda, där de mötte mwami-kungen i dennes palats i Nyanza, och nådde senare Kivusjön, kungarikets västra gräns.
Efter att ha bestigit några av Virungabergen beslutade Götzen att fortsätta västerut genom den kongolesiska djungeln. Efter mycken möda kom de till sist fram till Kongofloden den 21 september, vilken de följde nedströms tills de nådde Atlanten oen 29 november. I januari 1895 reste Götzen tillbaka till Tyskland.

## Sekelskiftet
Mellan 1896 och 1898 arbetade Götzen som attaché i Washington, D.C. och var observatör med Col. T. Roosevelt under kubakampanjen. Efter detta reste han till generalstaben i Berlin, där han blev befordrad till kapten 1900.

## Guvernörskap och Maji Maji-upproret
På grund av sin lokalkännedom blev Götzen utsedd till guvernör över Tyska Östafrika i mars 1901, men fick snart ta hand om en stor kris i kolonin.
Det hade redan varit ett otal uppror bland den lokalbefolkningen i Tyska Östafrika under 1880- och 90-talen, och 1905 stod Götzen inför Maji Maji-upproret, vilket snabbt tog över cirka halva kolonin. Upproret var minst lika allvarligt som Hererokrigen, men blev mindre känt bland den tyska befolkningen. Götzen skickade efter förstärkningar och kväste upproret med kraft. Det har uppskattats att cirka 300 000 afrikaner dödades. Tyskarna förlorade 15 europeiska och 389 afrikanska soldater enligt officiella siffror.
1906 tog Götzen avsked från guvernörsposten på grund av sviktande hälsa.

## Senare år
Götzen fortsatte att vara aktiv inom den tyska kolonialpolitiken, speciellt i rollen som medlem av Deutschen Kolonialgesellschaft. 1908 blev han preussisk diplomat i Hamburg, där han avled två år senare.

## Kuriosa
Götzen är farfarsfar till den mexikanska tronpretendenten Maximilian von Götzen-Itúrbide.